# Río Little Blue
El río Little Blue (en inglés: Little Blue River, que significa «río Pequeño Azul» o también el «pequeño río Azul») es un río del Medio Oeste de los Estados Unidos, el principal afluente del río Big Blue, a su vez afluente del río Kansas. Tiene una longitud de 394 km. (en Estados Unidos hay muchos otros ríos que tienen el mismo nombre, como el que discurre por el estado de Misuri, aunque tienen mucha menos longitud).
Administrativamente, el río discurre por los estados de Nebraska y Kansas.

## Geografía
El río Little Blue nace en la parte meridional del estado de Nebraska, en el condado de Kearney, a unos 6 km al sur de la localidad de Minden (2.964 hab. en 2000), a unos 22 km del antiguo Fort Kearney (cerca de la actual Newark), en el valle del río Platte). El río es el típico río de llanura, describiendo muchos meandros y revueltas y corre sobre un fondo de grava, lo que hace que sus aguas sean transparentes. Gran parte de sus orillas tiene arbolado, con álamos y olmos, aunque también hay robles, arces y nogales. Discurre primero en dirección sur, describiendo una amplia curva y encaminándose después hacia el este. Atraviesa la esquina nororiental del condado de Franklin, donde pasa por Campbell (387 hab.). Entra en el condado de Webster y pasa frente a Bladen (291 hab.) y Pauline. Cruza, durante un corto tramo, el condado de Clay por su parte meridional, discurriendo frente a Deweese (80 hab.). 
Aquí el río vira hacia el Sureste y se adentra a continuación en el condado de Nuckolls, pasando por las pequeñas localidades de Angus y Oak (60 hab.). Luego continua por el condado de Thayer y llega a Hebron (1.565 hab.), donde recibe por la derecha al arroyo Spring. Entra en el condado de Jefferson, atravesando Powell (donde recibe por la izquierda el arroyo Big Sandy) y Fairbury (4.262 hab.), la principal localidad de todo su curso. Luego continua cruznado frente a las pequeñas poblaciones de Endicott (139 hab.), Rudy y Steele City (84 hab.), abandonando Nebraska.
Se interna en el estado de Kansas por su lado septentrional, en el condado de Washington, y al poco llega a Hollenberg (31 hab.) y Spence. Recibe, por la derecha, al arroyo Milk y justo después pasa por Hanover (653 hab.), internéndose en el último de los condados por los que discurre, el condado de Marshall. Llega finalmente a Blue Rapids (1.088 hab.), donde desemboca, por la derecha, en el río Big Blue.

## Historia
La región del río Little Blue fue el hogar de grandes rebaños de búfalos por los que compitieron varias tribus indias, aunque finalmente fueron los  pawnee los que se adueñaron de la región, aunque tuvieron que luchar con otras tribus para mantener su territorio. En 1832, en la confluencia de los ríos Little Blue y el arroyo Big Sandy tuvo lugar uno de los enfrentamientos más sangrientos entre tribus indias, llamado a veces el «Waterloo de las grandes llanuras». Se enfrentaron, de un lado, los pawnees y sus aliados, dirigidos por el jefe Tac-po-hana, y del otro, sus enemigos los sioux y sus tribus confederadas, liderados por Oco-no-mewal. Combatieron más de 16.000 guerreros y tras tres días de lucha los sioux se vieron obligados a retirarse. Se estima que las bajas fueron unas 3.000 entre el bando  sioux y de más de 2.000 entre los pawnees. Los pawne se convirtieron en una de las más poderosas tribus de las llanuras y aterrorizaron a los primeros colonos que atravesaron sus tierras.
El valle bajo del río era una de las primeras etapas de la ruta de Oregón, la histórica ruta hacia el oeste. Comenzaba la ruta en un primer momento en Independence o Kansas City y seguía en un primer momento el también histórico camino de Santa Fe («Santa Fe Trail») a lo largo de la ribera sur del río Kansas. Después de cruzar los Hills en Lawrence, se cruzaba el río Kansas en ferry, barcas o lanchas cerca de Topeka, y se ladeaba en dirección hacia la actual Nebraska, atravesando el valle del río Big Blue en su curso bajo. Luego se seguía en paralelo al río Little Blue, hasta llegar a la ribera sur del río Platte, donde estaba Fort Kearney (cerca de la actual Newark).
Esa misma ruta fue seguida también por los jinetes del Pony Express.